# Fênix
Fênix is een gemeente in de Braziliaanse deelstaat Paraná. De gemeente telt 5.017 inwoners (schatting 2009).

## Aangrenzende gemeenten
De gemeente grenst aan Barbosa Ferraz, Itambé, Peabiru, Quinta do Sol, São João do Ivaí en São Pedro do Ivaí.